# Урсуляк, Виорика Михайловна
Виорика Михайловна Урсуляк (26 марта 1894, Черновцы, Австро-Венгрия — 22 октября 1985, Эрнольд, провинция Тироль, Австрия) — австрийская певица (сопрано) румынского происхождения. Каммерзенгерин Австрии (1934) и Пруссии (1935).

## Биография
Виорика Михайловна Урсуляк родилась 26 марта 1894 года в Черновцах в семье церковного певчего Михаила Урсуляка, который был родом из села Гугалина. В 1922 году окончила Венскую консерваторию (класс Ф. Форстена), позднее брала уроки пения в Берлине у Лилли Леман. Дебютировала в 1922 в Загребе (Шарлотта в опере «Вертер» Ж. Массне). 
Солистка Франкфуртской оперы (1926–29), Дрезденской (1930–31), Венской (1931–1935), Немецкой (1935–37), Баварской (1937–44) государственных опер.
В 1944 году была включена в список особо ценных деятелей культуры Третьего рейха, так называемый Gottbegnadeten-Liste.  В 1945 году Урсуляк вышла замуж за дирижёра Клеменса Крауса. После Второй мировой войны эпизодически выступала в Австрии и ФРГ. 
После смерти Крауса в 1954 году оставила сцену и поселилась в Эрвальде. С 1959 преподавала в «Моцартеуме» (Зальцбург).

## Творческая деятельность
Пение Виорики Урсуляк отличалось красотой и мягкостью, тонкостью нюансировки и выразительностью в декламационных эпизодах. 
Была одной из любимейших певиц Рихарда Штрауса, с успехом исполняла многие  партии в его операх, в том  числе Фельдмаршальши («Кавалер роз»), Арабеллы («Арабелла», 1-е исполнение, 1933, Дрезден), Марии («День мира», 1-е исполнение, 1938, Мюнхен; композитор посв. эту оперу Урсуляк и Краусу), Мадлен («Каприччо», 1-е исп., 1942, Мюнхен), «Женщина без тени», «Любовь Данаи». 
Пела также в операх В. А. Моцарта — (Фьордилиджи  «Все они таковы», Графиня — «Свадьба Фигаро»), Р. Вагнера (Елизавета — «Тангейзер», Эльза — «Лоэнгрин»), Дж. Верди (Леонора — «Трубадур»), Д. Пуччини, М. фон Шиллингса и других.   
Выступала с концертами во многих городах Европы, поддерживала связи с Буковиной. 5 января 1920 года выступала в Черновцах. 
Голос певицы записан на пластинках «Полидор», «Кавалер роз», «Летучий голландец», «Тристан и Изольда» (Брангена, 1948). Звучит в радиопередачах Вены, Бухареста, других городов Европы. Регулярно участвовала в Зальцбургских фестивалях, гастролировала в Милане («Ла Скала»), Лондоне («Ковент-Гарден»), Риме («Римская опера»).

## Чествования певицы
- Её имя включено в справочник «Литература и искусство Буковины в именах» (Черновцы: издательский дом «Букрек», 2005. — С. 271. — ISBN 966-8500-64-4.
- В Черновцах на доме на ул. Тараса Шевченко,75 открыта мемориальная доска: «В этом доме провела свои детские и юношеские годы всемирно известная оперная певица Виорика Урсуляк (1894-1985)».